# Viorel Nicoară
Viorel Nicoară (n. 27 septembrie 1987, București, România) este un fotbalist român liber de contract, care joacă pe post de mijlocaș. Pe plan internațional, are prezențe la națională pentru România.

## Cariera
Viorel Nicoară, un produs al academiei clubului Unirea Urziceni, a fost ridicat la echipa de seniori în 2006, dar el nu a reușit să impresioneze. Astfel, a fost împrumutat la CSM Râmnicu Sărat, și în 2008, transferat la Victoria Brănești.
El a promovat în Liga I cu Victoria Brănești la primul său sezon al lui în Liga a II-a. În 2010, el a fost convocat la echipa națională a României.
Impresionând, a plecat în 2011 la CFR Cluj, cu care a câștigat titlul de campioană a României în 2012 și a debutat în UEFA Champions League pentru echipa feroviară. La începutul lui 2013, CFR Cluj l-a împrumutat pe Viorel Nicoară la Pandurii Târgu Jiu. La finalul sezonului Nicoară a semnat un contract pe trei ani cu Pandurii.

## Performanțe internațioanale
Cu CFR Cluj, a ajuns până în grupele UEFA Champions League, contabilizând 5 meciuri în această competiție.
Cu Pandurii, a ajuns până în grupele Europa League, contabilizând 6 meciuri în această competiție.